# Государственный литературно-мемориальный музей М. М. Зощенко
Литературно-мемориальный музей М. М. Зощенко — учреждение культуры, находится в Санкт-Петербурге (Малая Конюшенная ул., д. 4/2, кв. 119), в квартире, где писатель жил последние годы жизни: с 1954 по 1958 гг. С 2007 года ФГБУК «Государственный литературный музей „XX век“», позднее — СПбГБУК «Государственный литературный музей „XX век“».

## История
В этом доме, в так называемой «писательской надстройке» (в начале 1930-х годов прежде трехэтажный дом был надстроен двумя этажами писательского кооператива), Зощенко жил на пике своей славы — с 1934 года, занимая 5-комнатную квартиру (№ 122). В разные годы соседями Зощенко по кооперативу были Н. Заболоцкий, В. Каверин, Б. Корнилов, Н. Олейников, Вс. Рождественский, М. Слонимский, В. Стенич, Б. Томашевский, О. Форш, Е. Шварц, Б. Эйхенбаум и другие.
В постановлении о журналах «Звезда» и «Ленинград» (1946) творчество Зощенко получило негативную оценку, его произведения перестали печатать. Сильно нуждающийся писатель предпринял попытку обменять свою большую квартиру на меньшую с доплатой. Последовала серия квартирных обменов, в результате которых писатель в итоге занял гораздо более скромную 2-комнатную квартиру (прежнюю квартиру Зощенко заняла литературный функционер Вера Кетлинская), где и находится теперешний музей. До 1990-х годов квартира принадлежала наследникам писателя.
10 августа 1992 года в настоящем помещении был открыт музей, как филиал музея Ф. М. Достоевского. Самостоятельный статус получил в 1993 году. Музей примечателен тем, что в нём полностью сохранена обстановка рабочей комнаты писателя и его личные вещи. Это самый маленький музей-квартира Петербурга.
В 2007 году музей был официально переименован в ФГБУК «Государственный литературный музей „XX век“». В настоящее время музей активно работает в творческом формате: участвует в городских фестивалях и акциях, представляет выставки и лекционные проекты на различных площадках города, приглашает посетителей на творческие встречи в рамках проекта «Литературная среда». Одним из приоритетных направлений деятельности музея в последние годы становится работа с детской аудиторией, разработаны музейные программы по литературе XX века. Музей проводит пешеходные экскурсии по истории Писательского дома и по центру города.
Литературному музею «XX век» принадлежит запуск нового проекта — ежегодного фестиваля «Текст в контексте», посвященного знаменитым писателям XX века, не имеющим «своего» музея в Петербурге. В 2021 году фестиваль приурочили к 125-летию со дня рождения Евгения Львовича Шварца, в 2022 году — 140-летию Корнея Ивановича Чуковского.
Государственный литературный музей «XX век» входит в Ассоциацию литературных музеев России. 